# Andréa del Fuego

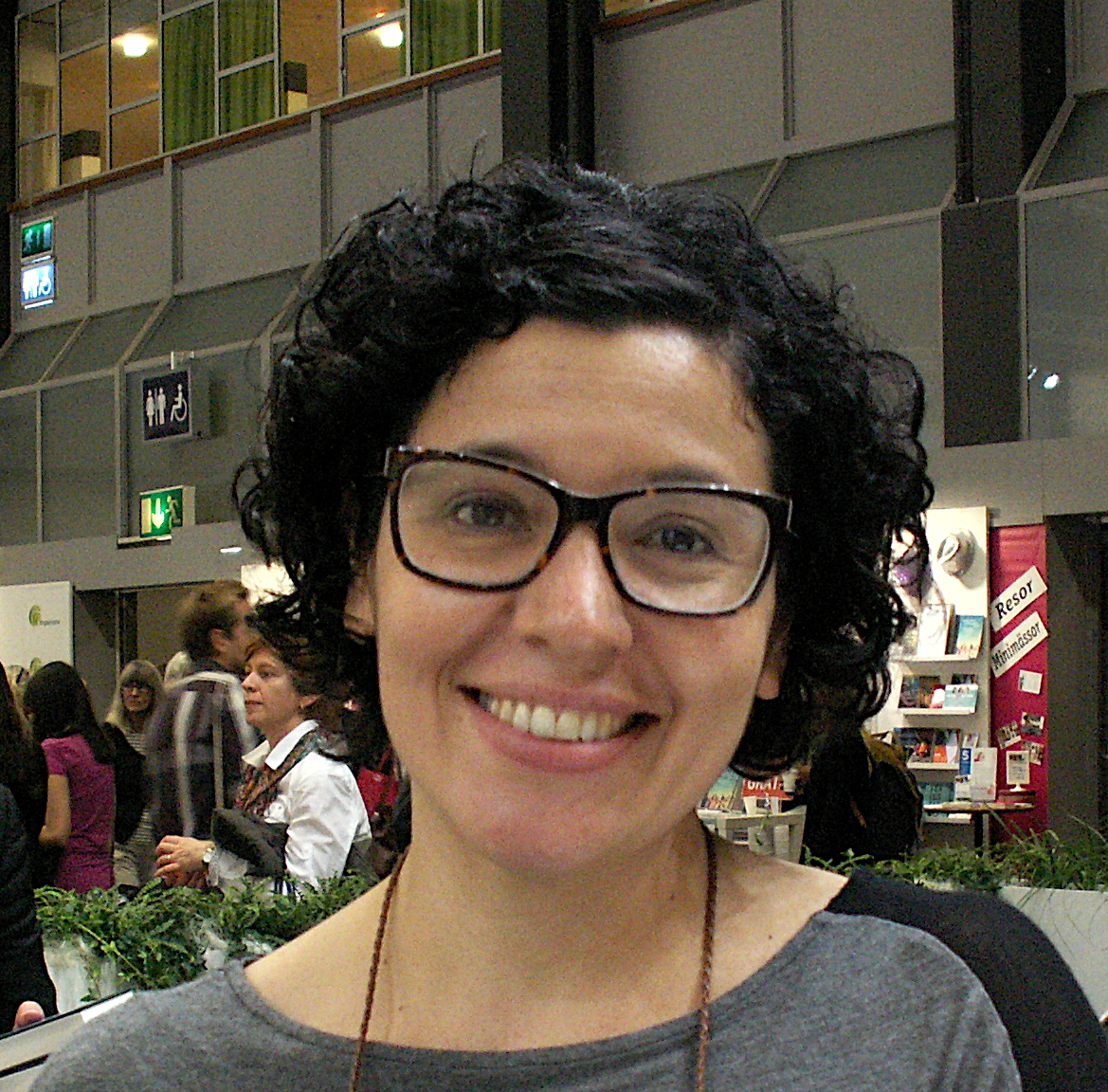
Andréa del Fuego 2014

Andréa del Fuego (geboren 1975 in São Paulo als Andréa Fátima dos Santos) ist eine brasilianische Schriftstellerin.

## Leben
Andréa Fátima dos Santos legte sich am Beginn ihrer journalistischen Arbeit ein Pseudonym zu, das sie bei Luz del Fuego entlehnte. Del Fuego bearbeitete anfangs beim Radiosender 89 FM in São Paulo Leserfragen zu Sex-Themen und schrieb Glossen. Sie ist Literaturbloggerin, Journalistin, Kinderbuchautorin. Ihr erster Kurzgeschichtenband Minto enquanto posso erschien 2004. Für ihren ersten Roman Os Malaquias (Geschwister des Wassers) erhielt sie 2011 den Prémio José Saramago. Eberhard Geisler nannte Geschwister des Wassers einen Roman „von Weltrang“. Sie wohnt in Sumaré, einem Stadtteil von Sao Paulo, wo sie Jens Jessen anlässlich der Frankfurter Buchmesse 2013 besuchte.

## Werke (Auswahl)
- As Miniaturas. 2013.
- Historias femininas. 2011.
- Irmãs de pelúcia. 2010. Kinderbuch.
- Os malaquias. 2010.
  - Geschwister des Wassers. Aus dem Portugiesischen von Marianne Gareis. Hanser, München 2013, ISBN 978-3-446-24331-6.
- Nego fogo. 2009.
- Sociedade da Caveira de Cristal. 2008. Jugendbuch.
- Engano seu. 2007.
- Nego tudo. 2005.